# Парламентские выборы в Люксембурге (1999)
Парламентские выборы в Люксембурге проходили 13 июня 1999 года одновременно с выборами в Европейский парламент. На них на 5-летний срок были избраны 60 членов Палаты депутатов Люксембурга.
На них Христианско-социальная народная партия получила 19 мест и вновь стала крупнейшей парламентской партией, создав коалицию с Демократической партией, а Жан-Клод Юнкер вновь стал премьер-министром страны.

## Результаты
Результаты парламентских выборов в Люксембурге 13 июня 1999
| Партия                               | Партия                                              | Голоса  | %*   | Места | Изменение |
| ------------------------------------ | --------------------------------------------------- | ------- | ---- | ----- | --------- |
|                                      | Христианско-социальная народная партия              | 870,985 | 30.1 | 19    | –2        |
|                                      | Демократическая партия                              | 632,707 | 22.4 | 15    | +3        |
|                                      | Люксембургская социалистическая рабочая партия      | 695,718 | 22.3 | 13    | –4        |
|                                      | Альтернативная демократическая реформистская партия | 303,734 | 11.3 | 7     | +2        |
|                                      | Зелёные                                             | 266,644 | 9.1  | 5     | 0         |
|                                      | Левые                                               | 110,274 | 3.3  | 1     | новая     |
|                                      | Альянс зелёных и либералов                          | 32,014  | 1.1  | 0     | новая     |
|                                      | Налогоплательщик                                    | 17,925  | 0.5  | 0     | новая     |
|                                      | Партия третьего возраста                            | 17,925  | 0.5  | 0     | новая     |
| Недействительных/пустых бюллетеней   | Недействительных/пустых бюллетеней                  | 12,387  | –    | –     | –         |
| Всего                                | Всего                                               | 191,267 | 100  | 60    | 0         |
| Зарегистрированных избирателей*/Явка | Зарегистрированных избирателей*/Явка                | 221,103 | 86.5 | –     | –         |
| Источник: Nohlen & Stöver            |                                                     |         |      |       |           |

* Доля голосов не соответствует количеству поданных голосов, так как избиратели из различных округов имеют различное количество бюллетеней. Доля голосов рассчитывается на основе пропорции голосов в каждом отдельном округе.